# Super Bowl LVII

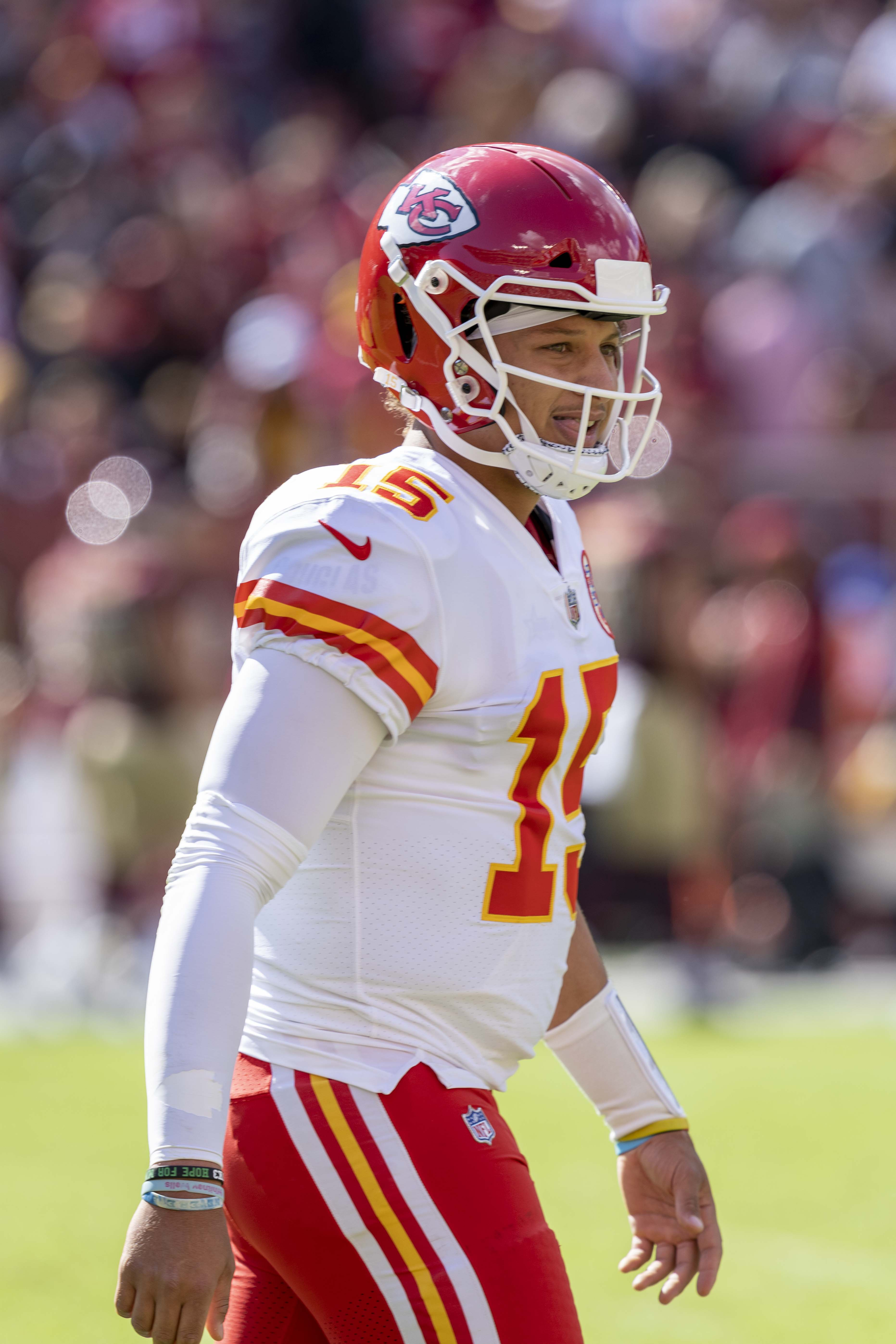
Patrick Mahomes, MVP van Super Bowl LVII

Super Bowl LVII was de 57ste editie van de Super Bowl en de finale van het seizoen 2022 van de NFL.  De finale ging tussen de Kansas City Chiefs en de Philadelphia Eagles. De Chiefs wonnen met een field goal dat zij acht seconden voor het einde scoorden. Patrick Mahomes werd MVP van de wedstrijd.

## Nieuw reglement
Zoals goedgekeurd door de NFL-eigenaren tijdens hun vergadering op 28 maart 2022, was Super Bowl LVII de eerste play-offs waarin beide teams verzekerd waren van éénmaal balbezit bij een verlenging, zelfs als het eerste team met balbezit een touchdown scoorde. Deze verandering werd doorgevoerd naar aanleiding van een aantal recente play-off wedstrijden waarin het eerste team met balbezit in de verlenging een touchdown scoorde en het andere team geen kans meer kreeg om te reageren.

## Kwalificatievolgorde
Veertien teams uit de twee conferenties AFC en NFC namen deel aan de play-offs van de Super Bowl. Binnen elke conferentie kwalificeerden de vier divisiewinnaars en de top drie van de niet-divisiewinnaars met de meeste overwinningen in het reguliere seizoen zich. Onder deze teams was er ook onderscheid in sterkte. Tijdens de Wildcard Round moest de divisiewinnaar van elke conferentie met de beste resultaten géén wedstrijd spelen en de andere divisiewinnaars kregen in diezelfde ronde thuisvoordeel.
De benaming van de rangschikking voor de play-offs noemt men "seeds".

### AFC –American Football Conference
| seed | team                 | opmerking                           |
| ---- | -------------------- | ----------------------------------- |
| #1   | Kansas City Chiefs   | Vrijstelling in de Wildcard Round   |
| #2   | Buffalo Bills        | Thuiswedstrijd in de Wildcard Round |
| #3   | Cincinnati Bengals   | Thuiswedstrijd in de Wildcard Round |
| #4   | Jacksonville Jaguars | Thuiswedstrijd in de Wildcard Round |
| #5   | Los Angeles Chargers |                                     |
| #6   | Baltimore Ravens     |                                     |
| #7   | Miami Dolphins       |                                     |

### NFC –National Football Conference
| seed | team                 | opmerking                           |
| ---- | -------------------- | ----------------------------------- |
| #1   | Philadelphia Eagles  | Vrijstelling in de Wildcard Round   |
| #2   | San Francisco 49ers  | Thuiswedstrijd in de Wildcard Round |
| #3   | Minnesota Vikings    | Thuiswedstrijd in de Wildcard Round |
| #4   | Tampa Bay Buccaneers | Thuiswedstrijd in de Wildcard Round |
| #5   | Dallas Cowboys       |                                     |
| #6   | New York Giants      |                                     |
| #7   | Seattle Seahawks     |                                     |

## Wedstrijdschema
|  | Wildcard Play-offs              | Wildcard Play-offs              |                             |                            | Divisional Play-offs              | Divisional Play-offs              |                     |    | NFC & AFC Championships           | NFC & AFC Championships           |  |  | Super Bowl LVII              | Super Bowl LVII              |
|  |                                 |                                 |                             |                            |                                   |                                   |                     |    |                                   |                                   |  |  |                              |                              |
|  | 15 jan. U.S. Bank Stadium       | 15 jan. U.S. Bank Stadium       |                             |                            | 21 jan. – Lincoln Financial Field | 21 jan. – Lincoln Financial Field |                     |    | 29 jan. – Lincoln Financial Field | 29 jan. – Lincoln Financial Field |  |  | 12 feb. – State Farm Stadium | 12 feb. – State Farm Stadium |
|  | 15 jan. U.S. Bank Stadium       | 15 jan. U.S. Bank Stadium       |                             |                            | 21 jan. – Lincoln Financial Field | 21 jan. – Lincoln Financial Field |                     |    | 29 jan. – Lincoln Financial Field | 29 jan. – Lincoln Financial Field |  |  | 12 feb. – State Farm Stadium | 12 feb. – State Farm Stadium |
|  | 15 jan. U.S. Bank Stadium       | 15 jan. U.S. Bank Stadium       |                             |                            | 21 jan. – Lincoln Financial Field | 21 jan. – Lincoln Financial Field |                     |    | 29 jan. – Lincoln Financial Field | 29 jan. – Lincoln Financial Field |  |  | 12 feb. – State Farm Stadium | 12 feb. – State Farm Stadium |
|  | Minnesota Vikings               | 24                              |                             |                            | 21 jan. – Lincoln Financial Field | 21 jan. – Lincoln Financial Field |                     |    | 29 jan. – Lincoln Financial Field | 29 jan. – Lincoln Financial Field |  |  | 12 feb. – State Farm Stadium | 12 feb. – State Farm Stadium |
|  | Minnesota Vikings               | 24                              |                             |                            | 21 jan. – Lincoln Financial Field | 21 jan. – Lincoln Financial Field |                     |    | 29 jan. – Lincoln Financial Field | 29 jan. – Lincoln Financial Field |  |  | 12 feb. – State Farm Stadium | 12 feb. – State Farm Stadium |
|  | New York Giants                 | 31                              |                             |                            | 21 jan. – Lincoln Financial Field | 21 jan. – Lincoln Financial Field |                     |    | 29 jan. – Lincoln Financial Field | 29 jan. – Lincoln Financial Field |  |  | 12 feb. – State Farm Stadium | 12 feb. – State Farm Stadium |
|  | New York Giants                 | 31                              | Philadelphia Eagles         | 38                         |                                   |                                   |                     |    | 29 jan. – Lincoln Financial Field | 29 jan. – Lincoln Financial Field |  |  | 12 feb. – State Farm Stadium | 12 feb. – State Farm Stadium |
|  | 14 jan. – Levi's Stadium        |                                 | Philadelphia Eagles         | 38                         |                                   |                                   |                     |    | 29 jan. – Lincoln Financial Field | 29 jan. – Lincoln Financial Field |  |  | 12 feb. – State Farm Stadium | 12 feb. – State Farm Stadium |
|  | New York Giants                 | 7                               |                             |                            |                                   |                                   |                     |    | 29 jan. – Lincoln Financial Field | 29 jan. – Lincoln Financial Field |  |  | 12 feb. – State Farm Stadium | 12 feb. – State Farm Stadium |
|  | New York Giants                 | 7                               |                             |                            |                                   |                                   |                     |    | 29 jan. – Lincoln Financial Field | 29 jan. – Lincoln Financial Field |  |  | 12 feb. – State Farm Stadium | 12 feb. – State Farm Stadium |
|  | San Francisco 49ers             | 41                              | 22 jan. – Levi's Stadium    | 22 jan. – Levi's Stadium   | Philadelphia Eagles               | 31                                |                     |    |                                   |                                   |  |  | 12 feb. – State Farm Stadium | 12 feb. – State Farm Stadium |
|  | San Francisco 49ers             | 41                              | 22 jan. – Levi's Stadium    | 22 jan. – Levi's Stadium   | Philadelphia Eagles               | 31                                |                     |    |                                   |                                   |  |  | 12 feb. – State Farm Stadium | 12 feb. – State Farm Stadium |
|  | Seattle Seahawks                | 23                              | 22 jan. – Levi's Stadium    | 22 jan. – Levi's Stadium   |                                   |                                   | San Francisco 49ers | 7  |                                   |                                   |  |  | 12 feb. – State Farm Stadium | 12 feb. – State Farm Stadium |
|  | Seattle Seahawks                | 23                              | 22 jan. – Levi's Stadium    | 22 jan. – Levi's Stadium   |                                   |                                   | San Francisco 49ers | 7  |                                   |                                   |  |  | 12 feb. – State Farm Stadium | 12 feb. – State Farm Stadium |
|  | 16 jan. – Raymond James Stadium | 16 jan. – Raymond James Stadium | San Francisco 49ers         | 19                         | 29 jan. – Arrowhead Stadium       | 29 jan. – Arrowhead Stadium       |                     |    |                                   |                                   |  |  | 12 feb. – State Farm Stadium | 12 feb. – State Farm Stadium |
|  | 16 jan. – Raymond James Stadium | 16 jan. – Raymond James Stadium | San Francisco 49ers         | 19                         | 29 jan. – Arrowhead Stadium       | 29 jan. – Arrowhead Stadium       |                     |    |                                   |                                   |  |  | 12 feb. – State Farm Stadium | 12 feb. – State Farm Stadium |
|  | 16 jan. – Raymond James Stadium | 16 jan. – Raymond James Stadium | Dallas Cowboys              | 12                         | 29 jan. – Arrowhead Stadium       | 29 jan. – Arrowhead Stadium       |                     |    |                                   |                                   |  |  | 12 feb. – State Farm Stadium | 12 feb. – State Farm Stadium |
|  | Tampa Bay Buccaneers            | 14                              | Dallas Cowboys              | 12                         | 29 jan. – Arrowhead Stadium       | 29 jan. – Arrowhead Stadium       |                     |    |                                   |                                   |  |  | 12 feb. – State Farm Stadium | 12 feb. – State Farm Stadium |
|  | Tampa Bay Buccaneers            | 14                              | 21 jan. – Arrowhead Stadium |                            | 29 jan. – Arrowhead Stadium       | 29 jan. – Arrowhead Stadium       |                     |    |                                   |                                   |  |  | 12 feb. – State Farm Stadium | 12 feb. – State Farm Stadium |
|  | Dallas Cowboys                  | 31                              |                             |                            | 29 jan. – Arrowhead Stadium       | 29 jan. – Arrowhead Stadium       |                     |    |                                   |                                   |  |  | 12 feb. – State Farm Stadium | 12 feb. – State Farm Stadium |
|  | Dallas Cowboys                  | 31                              |                             |                            | 29 jan. – Arrowhead Stadium       | 29 jan. – Arrowhead Stadium       |                     |    |                                   |                                   |  |  | 12 feb. – State Farm Stadium | 12 feb. – State Farm Stadium |
|  | 14 jan. – TIAA Bank Field       | 14 jan. – TIAA Bank Field       | Philadelphia Eagles         | 35                         | 29 jan. – Arrowhead Stadium       | 29 jan. – Arrowhead Stadium       |                     |    |                                   |                                   |  |  |                              |                              |
|  | 14 jan. – TIAA Bank Field       | 14 jan. – TIAA Bank Field       | Philadelphia Eagles         | 35                         | 29 jan. – Arrowhead Stadium       | 29 jan. – Arrowhead Stadium       |                     |    |                                   |                                   |  |  |                              |                              |
|  | 14 jan. – TIAA Bank Field       | 14 jan. – TIAA Bank Field       | Kansas City Chiefs          | 38                         | 29 jan. – Arrowhead Stadium       | 29 jan. – Arrowhead Stadium       |                     |    |                                   |                                   |  |  |                              |                              |
|  | 14 jan. – TIAA Bank Field       | 14 jan. – TIAA Bank Field       | Kansas City Chiefs          | 38                         | 29 jan. – Arrowhead Stadium       | 29 jan. – Arrowhead Stadium       |                     |    |                                   |                                   |  |  |                              |                              |
|  | Jacksonville Jaguars            | 31                              |                             |                            | 29 jan. – Arrowhead Stadium       | 29 jan. – Arrowhead Stadium       |                     |    |                                   |                                   |  |  |                              |                              |
|  | Jacksonville Jaguars            | 31                              |                             |                            | 29 jan. – Arrowhead Stadium       | 29 jan. – Arrowhead Stadium       |                     |    |                                   |                                   |  |  |                              |                              |
|  | Los Angeles Chargers            | 30                              |                             |                            | 29 jan. – Arrowhead Stadium       | 29 jan. – Arrowhead Stadium       |                     |    |                                   |                                   |  |  |                              |                              |
|  | Los Angeles Chargers            | 30                              | Kansas City Chiefs          | 27                         | 29 jan. – Arrowhead Stadium       | 29 jan. – Arrowhead Stadium       |                     |    |                                   |                                   |  |  |                              |                              |
|  | 15 jan. – Highmark Stadium      |                                 | Kansas City Chiefs          | 27                         | 29 jan. – Arrowhead Stadium       | 29 jan. – Arrowhead Stadium       |                     |    |                                   |                                   |  |  |                              |                              |
|  | Jacksonville Jaguars            | 20                              |                             |                            | 29 jan. – Arrowhead Stadium       | 29 jan. – Arrowhead Stadium       |                     |    |                                   |                                   |  |  |                              |                              |
|  | Jacksonville Jaguars            | 20                              |                             |                            | 29 jan. – Arrowhead Stadium       | 29 jan. – Arrowhead Stadium       |                     |    |                                   |                                   |  |  |                              |                              |
|  | Buffalo Bills                   | 34                              | 22 jan. – Highmark Stadium  | 22 jan. – Highmark Stadium | Kansas City Chiefs                | 23                                |                     |    |                                   |                                   |  |  |                              |                              |
|  | Buffalo Bills                   | 34                              | 22 jan. – Highmark Stadium  | 22 jan. – Highmark Stadium | Kansas City Chiefs                | 23                                |                     |    |                                   |                                   |  |  |                              |                              |
|  | Miami Dolphins                  | 31                              | 22 jan. – Highmark Stadium  | 22 jan. – Highmark Stadium |                                   |                                   | Cincinnati Bengals  | 20 |                                   |                                   |  |  |                              |                              |
|  | Miami Dolphins                  | 31                              | 22 jan. – Highmark Stadium  | 22 jan. – Highmark Stadium |                                   |                                   | Cincinnati Bengals  | 20 |                                   |                                   |  |  |                              |                              |
|  | 15 jan. – Paycor Stadium        | 15 jan. – Paycor Stadium        | Buffalo Bills               | 10                         |                                   |                                   |                     |    |                                   |                                   |  |  |                              |                              |
|  | 15 jan. – Paycor Stadium        | 15 jan. – Paycor Stadium        | Buffalo Bills               | 10                         |                                   |                                   |                     |    |                                   |                                   |  |  |                              |                              |
|  | 15 jan. – Paycor Stadium        | 15 jan. – Paycor Stadium        | Cincinnati Bengals          | 27                         |                                   |                                   |                     |    |                                   |                                   |  |  |                              |                              |
|  | Cincinnati Bengals              | 24                              | Cincinnati Bengals          | 27                         |                                   |                                   |                     |    |                                   |                                   |  |  |                              |                              |
|  | Cincinnati Bengals              | 24                              |                             |                            |                                   |                                   |                     |    |                                   |                                   |  |  |                              |                              |
|  | Baltimore Ravens                | 17                              |                             |                            |                                   |                                   |                     |    |                                   |                                   |  |  |                              |                              |
|  | Baltimore Ravens                | 17                              |                             |                            |                                   |                                   |                     |    |                                   |                                   |  |  |                              |                              |